# Macropraonetha pterolophioides
Macropraonetha pterolophioides – gatunek chrząszcza z rodziny kózkowatych i podrodziny zgrzypikowych. Jedyny przedstawiciel rodzaju Macropraonetha.

## Zasięg występowania
Gatunek ten występuje w płd. Chinach.